# 兰布斯海姆
兰布斯海姆是德国莱茵兰-普法尔茨州的一个市镇。总面积12.75平方公里，总人口6,482人，其中男性3,155人，女性3,327人（2011年12月31日），人口密度508人/平方公里。